# Пінтік (Харгіта)
Пінтік (рум. Pintic) — село у повіті Харгіта в Румунії. Входить до складу комуни Тулгеш.
Село розташоване на відстані 281 км на північ від Бухареста, 66 км на північ від М'єркуря-Чука, 134 км на захід від Ясс, 146 км на північ від Брашова.

## Населення
За даними перепису населення 2002 року у селі проживали 102 особи, усі — румуни. Усі жителі села рідною мовою назвали румунську.